# Partido de fútbol entre estudiantes de Bilbao y trabajadores de Reino Unido de 1894
El partido de fútbol entre estudiantes de Bilbao y trabajadores de Reino Unido de 1894 fue un partido de fútbol que tuvo lugar en el Hipódromo de Lamiaco, Lejona, el 3 de mayo de 1894. El partido fue disputado por un grupo de bilbaínos que retaron a los británicos residentes en Bilbao a un partido de fútbol, que por aquel entonces era un deporte relativamente desconocido en España. El partido fue ganado cómodamente por los británicos por 5-0. Si bien algunas fuentes lo mencionan como «probablemente uno de los primeros partidos "internacionales" en la historia del deporte», existen registros de que desde más de 20 años antes ingleses y españoles ya jugaban entre ellos, aunque en encuentros no reglados (véase Fútbol en España#Historia).

## Antecedentes
Bilbao, ciudad abierta al mundo a través del mar, mantuvo estrechas relaciones comerciales e industriales con Bilbao a finales del siglo XIX, convirtiéndose así en la sede de una importante colonia británica, que también practicaba el fútbol, entre los que destaca un determinado grupo de empleados británicos de los Astilleros del Nervión, que formaron una entidad polideportiva denominada Club Atleta, que disputó el primer partido de fútbol conocido en Bilbao el 4 de abril de 1890 en un partido entre los socios del club. El Club Atleta comenzó entonces a jugar contra las tripulaciones de los barcos ingleses formadas por mineros venidos de Southampton, Portsmouth y Sunderland para trabajar en las distintas compañías mineras de la zona, y también contra los marineros ingleses que llegaban a Bilbao en los barcos MacAndrews para trabajar en los muelles. Estos primeros partidos se disputaron en un campo conocido como La Campa de los Ingleses, pero fue en el Campo de Lamiaco donde el fútbol despegó en Bilbao, con varios bilbaínos acudiendo al campo para ver a los equipos de trabajadores británicos retarse entre sí cada fin de semana, e inevitablemente, los ciudadanos locales comenzaron a practicar también este deporte. Algunos de estos lugareños eran vascos de familias acomodadas que habían estudiado en el Reino Unido y se habían aficionado allí al fútbol, y que a su regreso a Bilbao sintieron la necesidad de practicar este deporte.
En la primavera de 1894, un grupo de jóvenes estudiantes entusiasmados con este deporte, nuevo en el País Vasco, decidió desafiar a los británicos en Bilbao. El periódico local Noticiero Bilbaíno publicó dicho «reto» en abril, retando a los ingleses residentes en Bilbao a jugar un partido de fútbol y estos no tardaron en responder, aceptándolo. El juego se celebró en el Hipódromo de Lamiaco, un hipódromo a las afueras de la ciudad, ubicado en el barrio de Lamiaco de Lejona. El encuentro se pactó para efectuarse a las diez y media de la mañana del día 3 de mayo de 1894, lo que coincidió con la botadura del crucero Almirante Oquendo, para lo cual se dio día libre a todos los empleados, por lo que, al disponer de un concurrido Hipódromo de Lamiaco, este evento despertó gran expectativa.

## Descripción general
La entrada era gratuita y había muchos amigos curiosos de los futbolistas de la ciudad. Los estudiantes de Bilbao llevaban camisas blancas y los trabajadores británicos color crema. Algunas de las figuras que fueron titulares por los británicos ese día fueron jugadores del Club Atleta, como el guardameta George Baird, Rearey, Armstrong y Brand. El árbitro fue un tal M. R. Hendry.
Los ingleses eligieron el lado del campo de espaldas al sol y desde el primer momento dominaron. El centrocampista bilbaíno, que jugó mucho, contenía a los británicos y eso ilusionaba a los bilbaínos, pero los británicos reaccionaron, fueron más fuertes y superaron con facilidad a los bilbaínos. Los ingleses marcaron dos goles tempraneros, pero un sector del público no quedó satisfecho con el planteamiento más físico de los británicos y protestó, y algunos de ellos decidieron invadir el campo. Los jugadores locales apaciguaron a sus amigos y los convencieron de que los ingleses estaban haciendo lo correcto.
En la primera mitad los ingleses ganaban por tres a cero y al descanso los británicos les regalaron once pollos asados. No se sabe si esto fue sólo una muestra de cortesía o simplemente una estrategia. El descanso se prolongó más de lo necesario debido a la sobremesa y a la digestión de los pollos. Cuando se reanudó el partido, los ingleses marcaron un par de goles más para sellar una clara victoria. El resultado no está claro: por lo general se reporta que fue 5-0, aunque también puede leerse como 6-0 en algunas crónicas.

## Detalles finales
| 1  | POR | S. Borden         |  |
| 2  | DEF | J. Alarcón        |  |
| 3  | DEF | R. Lecué          |  |
| 4  | MED | B. Zavala         |  |
| 5  | MED | V. Milicua        |  |
| 6  | MED | Blas de Otero     |  |
| 7  | DEL | Antonio Zubillaga |  |
| 8  | DEL | P. Unzueta        |  |
| 9  | DEL | J. Azcué          |  |
| 10 | DEL | F. San José       |  |
| 11 | DEL | G. Greanos        |  |

| 1  | POR | George Baird |  |
| 2  | DEF | Hamilton     |  |
| 3  | DEF | Wilson       |  |
| 4  | MED | McDonald     |  |
| 5  | MED | Rearey       |  |
| 6  | MED | Sneddon      |  |
| 7  | DEL | Bell         |  |
| 8  | DEL | Bruce        |  |
| 9  | DEL | A. Roblo     |  |
| 10 | DEL | Armstrong    |  |
| 11 | DEL | Brand        |  |

| 1  | POR | S. Borden         |  |
| 2  | DEF | J. Alarcón        |  |
| 3  | DEF | R. Lecué          |  |
| 4  | MED | B. Zavala         |  |
| 5  | MED | V. Milicua        |  |
| 6  | MED | Blas de Otero     |  |
| 7  | DEL | Antonio Zubillaga |  |
| 8  | DEL | P. Unzueta        |  |
| 9  | DEL | J. Azcué          |  |
| 10 | DEL | F. San José       |  |
| 11 | DEL | G. Greanos        |  |

| 1  | POR | George Baird |  |
| 2  | DEF | Hamilton     |  |
| 3  | DEF | Wilson       |  |
| 4  | MED | McDonald     |  |
| 5  | MED | Rearey       |  |
| 6  | MED | Sneddon      |  |
| 7  | DEL | Bell         |  |
| 8  | DEL | Bruce        |  |
| 9  | DEL | A. Roblo     |  |
| 10 | DEL | Armstrong    |  |
| 11 | DEL | Brand        |  |

| 1  | POR | S. Borden         |  |
| 2  | DEF | J. Alarcón        |  |
| 3  | DEF | R. Lecué          |  |
| 4  | MED | B. Zavala         |  |
| 5  | MED | V. Milicua        |  |
| 6  | MED | Blas de Otero     |  |
| 7  | DEL | Antonio Zubillaga |  |
| 8  | DEL | P. Unzueta        |  |
| 9  | DEL | J. Azcué          |  |
| 10 | DEL | F. San José       |  |
| 11 | DEL | G. Greanos        |  |

| 1  | POR | George Baird |  |
| 2  | DEF | Hamilton     |  |
| 3  | DEF | Wilson       |  |
| 4  | MED | McDonald     |  |
| 5  | MED | Rearey       |  |
| 6  | MED | Sneddon      |  |
| 7  | DEL | Bell         |  |
| 8  | DEL | Bruce        |  |
| 9  | DEL | A. Roblo     |  |
| 10 | DEL | Armstrong    |  |
| 11 | DEL | Brand        |  |

| 1  | POR | S. Borden         |  |
| 2  | DEF | J. Alarcón        |  |
| 3  | DEF | R. Lecué          |  |
| 4  | MED | B. Zavala         |  |
| 5  | MED | V. Milicua        |  |
| 6  | MED | Blas de Otero     |  |
| 7  | DEL | Antonio Zubillaga |  |
| 8  | DEL | P. Unzueta        |  |
| 9  | DEL | J. Azcué          |  |
| 10 | DEL | F. San José       |  |
| 11 | DEL | G. Greanos        |  |

| 1  | POR | George Baird |  |
| 2  | DEF | Hamilton     |  |
| 3  | DEF | Wilson       |  |
| 4  | MED | McDonald     |  |
| 5  | MED | Rearey       |  |
| 6  | MED | Sneddon      |  |
| 7  | DEL | Bell         |  |
| 8  | DEL | Bruce        |  |
| 9  | DEL | A. Roblo     |  |
| 10 | DEL | Armstrong    |  |
| 11 | DEL | Brand        |  |

Fuente:

## Secuelas
Los periódicos locales, que todavía no estaban seguros sobre cómo funcionaban las reglas del deporte, informaron que los ingleses habían ganado por «cinco puntos». Tras el partido, los británicos llevaron al equipo derrotado más pollos asados como consuelo por la dura derrota y como muestra de respeto por la audacia del desafío.
El resultado no desanimó a la población local, que continuó su renovado romance con este deporte británico, especialmente popular entre los jóvenes, incluidos los estudiantes vascos que regresaban del Reino Unido. Tan solo un mes después, en junio, desde el Gimnasio Zamacois, un popular centro de cultura física fundado en Bilbao en 1879 por un grupo de entusiastas deportistas liderados por el gimnasta José María Zamacois, se creó la Sociedad Gimnástica Zamacois, punto de encuentro de un gran número de atletas que acabarían triunfando en diferentes deportes, fundamentalmente el fútbol. Esta sociedad sería posteriormente el catalizador de la fundación del Athletic Club de Bilbao.
Entre 1894 y 1895, las instalaciones de Lamiaco conocieron un crecimiento espectacular en cuanto al número de mítines, que eran disputados habitualmente los domingos por la mañana por los británicos, tanto trabajadores de los Astilleros como de las distintas compañías mineras de la zona, pero cada vez más también contra los lugareños.
El internacional irlandés Wilson, que participó en el partido en el equipo británico, aparecería más tarde en Barcelona en 1895 como jugador del equipo de fútbol de la Colonia Inglesa de Barcelona, lo que significa que algunos de estos trabajadores ingleses no sólo contribuyeron al desarrollo del fútbol en Bilbao, sino también a su expansión a otras regiones de España (si bien existen registros de que hacia unos 20 años antes ingleses y españoles ya jugaban entre ellos en la región de Andalucía).